# 2011 CQ1
2011 CQ1 – mała planetoida odkryta 4 lutego 2011 w ramach programu Catalina Sky Survey. Asteroida ta należy do obiektów NEO. Nie ma ona jeszcze nazwy własnej ani numeru, a jedynie oznaczenie prowizoryczne.

## Orbita
Planetoida obiega Słońce w ciągu ok. 280 dni po orbicie, która przecina ekliptykę bardzo blisko orbity Ziemi.
4 lutego 2011 planetoida przeleciała w pobliżu Ziemi, dzięki czemu było możliwe jej odkrycie, pomimo rozmiaru szacowanego zaledwie na ok. 1,3 metra. Najbliżej Ziemi planetoida znalazła się ok. godz. 20:39 czasu polskiego (19:39 GMT), przelatując wtedy w odległości zaledwie ok. 5480 km nad powierzchnią środkowego Pacyfiku (ok. 11 855 km od środka Ziemi).
Z obliczeń orbity planetoidy wykonanych kilka godzin po jej odkryciu wynikało, że w tym samym dniu przejdzie ona na tle tarczy Słońca, co było widoczne na pewnych obszarach Pacyfiku, Chile, Argentyny, Urugwaju, niewielkim obszarze Brazylii i w południowej części Atlantyku.
Był to najbliższy dotychczas zaobserwowany przelot asteroidy, który nie zakończył się jej upadkiem lub spaleniem w atmosferze Ziemi, oprócz meteorów muskających atmosferę. Pod wpływem pola grawitacyjnego Ziemi znacznej zmianie uległa orbita planetoidy. W trakcie przejścia w pobliżu Ziemi jej trajektoria została odchylona aż o ok. 60 stopni. Spowodowało to też przejście planetoidy z grupy Apolla do grupy Atena.
| Parametr orbity               | Orbita przed zbliżeniem          | Orbita po zbliżeniu           |
| ----------------------------- | -------------------------------- | ----------------------------- |
| Epoka                         | JDT 2455580,5 (19 stycznia 2011) | JDT 2455600,5 (8 lutego 2011) |
| Półoś wielka                  | 1,1346 UA                        | 0,8360 UA                     |
| Peryhelium                    | 0,906 au                         | 0,662 au                      |
| Aphelium                      | 1,362 au                         | 1,009 au                      |
| Okres orbitalny               | 1,21 roku                        | 0,76 roku                     |
| Nachylenie względem ekliptyki | 1,105°                           | 5,294°                        |
| Mimośród                      | 0,2013                           | 0,2075                        |